# Nicola de Guardiagrele

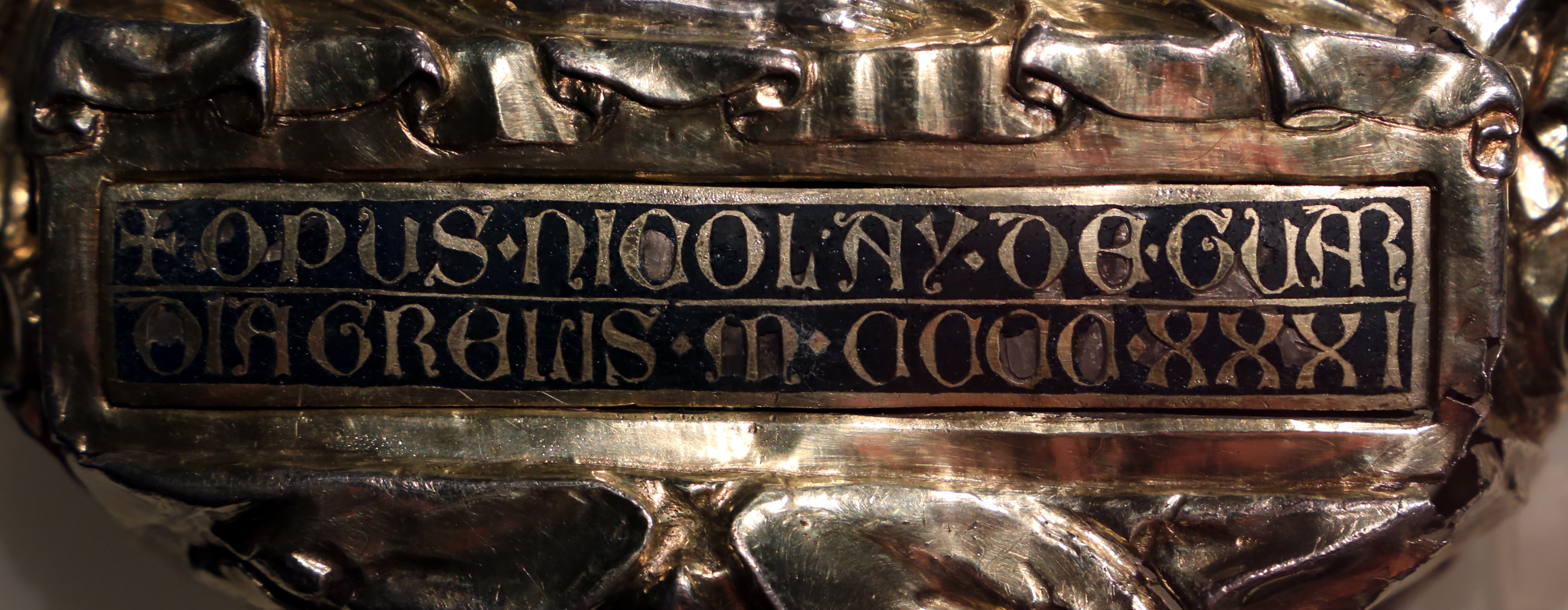
Signature

Nicolás de Guardiagrele, nacido como Nicola Gallucci o Nicola di Andrea di Pasquale (Guardigrele ca. 1385 -ca. 1462) fue un escultor, pintor, orfebre y grabador italiano del renacimiento. 

## Biografía
Influido principalmente por el gótico y la escuela toscana de Lorenzo Ghiberti, se dedicó casi exclusivamente a la orfebrería. Se tiene constancia de su autoría en numerosos custodias, cruces procesionales, relicarios y palios de altar en el Abruzzo.
Junto a los escultores Paolo Romano y Pietro Paolo da Todi había realizado doce apóstoles de plata que se encontraban sobre el altar de la capilla papal antes del Saqueo de Roma en 1527. Giorgio Vasari afirma que es precisamente Paolo Romano el maestro de Nicolás de Guardiagrele y Pietro Paolo da Todi, aunque Filarete lo cita únicamente como colaborador en el trabajo del apostolado de plata de la capilla papal.
Nicolás de Guardiagrele se dedicó también al miniaturismo y la pintura, como demuestra su trabajo en el Libro de Horas (en torno al 1420) conservado en el Museo Condé ubicado en el Castillo de Chantilly;  o la Madonna dell'umiltà que se expone en la Galería degli Uffizi de Florencia.
En cuanto a la escultura en piedra y mármol, las obras del maestro son de difícil atribución debido a la gran participación de los colaboradores de su taller. Una "Anunciación" de Guardiagrele se encuentre en el Museo Bargello de Florencia.

## Obras

### Orfebrería
- Custodia de Francavilla, plata dorada, 1413; Francavilla al Mare, iglesia de Santa María la Mayor.
- Custodia de Atessa, plata cincelada y filigranas, 1418; Atessa, Tesoro de San Leucio, procedente de la Catedral de San Leucio en Atessa.
- Cruz de Roccaspinalveti, 1420, procedente de la iglesia de San Miguel en Roccaspinalveti:
  - Cruz, plata dorada, Roccaspinalveti, iglesia de San Miguel.
- Cruz de San Agustín, madera y plata cincelada, 1420-1422; Museo diocesano de Lanciano, proveniente de la iglesia de San Agustín en Lanciano.
- Cruz de Santa María la Mayor, madera y plata cincelada, 1422; Lanciano, iglesia de Santa Maria la Mayor.
- Cruz de Guardiagrele, madera y plata cincelada, 1431; Museo del Duomo de Guardiagrele.
- Palio del Duomo (Antependium de Teramo), madera, plata dorada y filigrana, 1433- 1448; Duomo de Teramo.
- Cruz procesional, plata dorada y cincelada, 1434; L'Aquila, Museo Nacional de Abruzzo, procedente del Duomo dell'Aquila.
- Cruz de Monticchio, plata cincelada, 1436; L'Aquila, Palacio del Arzobispado, procedente de la iglesia de San Nicolás de Monticchio.
- Cruz de Antrodoco, plata dorada, 1445- 1450; Antrodoco, Colegiata de la Asunción.
- Cruz de Letrán, plata dorada, 1451; Roma, Basílica de San Juan de Letrán.

### Escultura
- Coronación de la Virgen, piedra blanca, 1430; Museo del Duomo di Guardiagrele, procedente del Duomo di Guardiagrele.
- Pareja de ángeles arrodillados, piedra blanca, 1430; Museo del Duomo di Guardiagrele, procedente del Duomo di Guardiagrele.
- Ángel de la Anunciación, piedra, 1430- 1440; Duomo di Teramo.
- Anunciación de la Virgen, piedra, 1430- 1440; Duomo di Teramo.
- Decoración floral, piedra blanca, 1452- 1453; Florencia, Museo dell'Opera del Duomo, proveniente de la casa natal de Teofilo Patini en Castel di Sangro.
- Anunciación, mármol, 1455; Florencia, Museo del Bargello, proveniente de la Basílica de Santa Maria de la Asunción (Castel di Sangro).

### Miniatura
- Libro de horas, en torno a 1420; Chantilly, Museo Condé.

### Pintura
- Madonna dell'Umiltà, óleo sobre madera, entre 1420 y 1430; Florencia, Galería Uffizi.